# Тадлис
Тадли́с (араб. تدليس‎) — термин исламского права и хадисоведения. Согласно Лисан аль-араб, слово тадлис — глагольное существительное второй формы далласа и означает «скрывать недостаток в качестве товара», и, неочевидно, связан с существительным далас («темнота»).

## Торговля
В соответствии с общепринятой точкой зрения, термин «тадлис» происходит от византийско-греческого слова δόλος (лат. dolus) в значении мошеннического сокрытия дефектов товара. Слова «тадлис» и «тагрир» выглядят почти синонимами и взаимозаменяемыми словами. Несмотря на то, что маликиты применяют в своих источниках мединские обычаи (урф), они используют термин тадлис вместо исконно арабского слова тагрир. Тадлис в значении «введения в заблуждение» используется в законодательстве Бахрейна. Разница между тагриром и тадлисом минимальна, и, вероятно, можно проследить её в характере действий, содержащихся в каждом слове.
Хотя оба слова относятся к мошенническим действиям, тадлис больше связан с объектом договора (махаль аль-акд), в то время как тагрир означает мошенническое действие против второго лица, которое покупает или заключает договор. По словам шейха ад-Дардира, тадлис происходит тогда, «когда продавец знает, но не рассказывает о недостатке в его товаре». Различие между этими двумя понятия может быть менее двусмысленной, когда мы наблюдаем их иное использование в арабском языке. Тадлис обозначает абстрактные понятия, такие как слабый хадис, в то время как тагрир обозначает физические действия, такие как обман в браке. Хотя слово тадлис отсутствует в исламских первоисточниках (например, в Коране) и редко используется в ранних текстах, средневековый словарь «Лисан аль-араб» цитирует Саида ибн аль-Мусаййиба, который использовал слово того же корня для того, чтобы охарактеризовать временный брак (мута) как причину, которая ведёт ко злу прелюбодеяния (зари‘ат аз-зина). Аль-Мусаййиб использовал термин дауляси вместо зари‘а в значении «зла». Это можно рассматривать как один из случаев, когда зло рассматривается с позитивной точки зрения.

## Хадисоведение
В хадисоведении тадлис — это общий термин, указывающий на методы обмана, которые использовались передатчиками хадисов для того, чтобы сделать приемлемой цепочку передатчиков (иснад). Использование этого термина первоначально развивалось в контексте обмана, например, он применялся к человеку, который делает вид, что он свободнорождённый, но в действительности является рабом. По общему мнению, вмешательство в иснады хоть и считалось своего рода мошенничеством, но менее опасным, чем прямая ложь (кадиб). В средневековых мусульманских источниках сообщается, что впервые тадлисом начали заниматься представители второго поколения передатчиков хадисов.
Примерами таких преемников являются аль-Хасан аль-Басри (ум. 728) и Катада ибн Диама (д. 735). На самом деле, очень многие передатчики хадисов, жившие в течение первых двух с половиной веков после хиджры, подпадали под ту или иную категорию тадлиса. По-видимому, первым хадисоведом, квалифицировавшим разнообразные методы тадлисов, был аль-Хаким ан-Найсабури (ум. 1014), который выделил шесть категорий. Средневековый хадисовед Ибн ас-Салах аш-Шахразури (ум. 1245) объединил эти шесть категорий на два направления:
1. тадлис в иснаде, при котором упоминается осведомитель, но не сообщается, что между осведомителем и передатчиком хадиса был один, два или более неупомянутых передатчиков.
2. тадлис в определении своего осведомителя, при котором намеренно сообщается имя неизвестного передатчика[4].

Первая категория подверглась более резкой критике, а Шуба ибн аль-Хаджжадж назвал такой тадлис «братом лжи». Возможно, самая ранняя коллекция, посвящённая исключительно обвинению или подозрению в тадлисе, Китаб аль-Мудалисм Хусейна аль-Карабиси (д. 859 или 862), фрагменты которой сохранились в некоторых в более поздних работах. Ибн ан-Надим в «Фихристе» упоминает аналогичную работу Али ибн аль-Мадини (ум. 849), которая не сохранилась до наших дней. В лексиконе всех последующих книг по риджалю термин появляется часто.